# 徐志摩墓
徐志摩墓即中国现代诗人、散文家徐志摩的墓葬，位于浙江省嘉兴市海宁市硖石街道。

## 历史
始建于民国二十一年（1932），原在东山玛瑙谷万石窝，与其父徐申如墓相邻，由花岗岩砌成，墓前石壁上有胡适所题“诗人徐志摩之墓”，民国三十五年（1946）由张宗祥重题墓碑，传墓前另有凌叔华所题“冷月照诗魂”碑。1966年秋墓地被红卫兵炸毁，骸骨无存，原址后建化肥厂，今仅存祭台石柱遗迹。1983年改在西山重建，由陈从周设计，形制大小和原墓相近，21世纪初重修扩建。墓址今位于西山公园内西北、白水泉上方，沿35级台阶而上，半圆墓台似新月状，两侧有书形雕塑各一，其上分别刻有《偶然》和《再别康桥》中的诗句，墓碑尚为原物，墓内只放有一本《徐志摩年谱》，一侧有其3岁时夭折的次子徐德生墓。